# Shwe Kokko

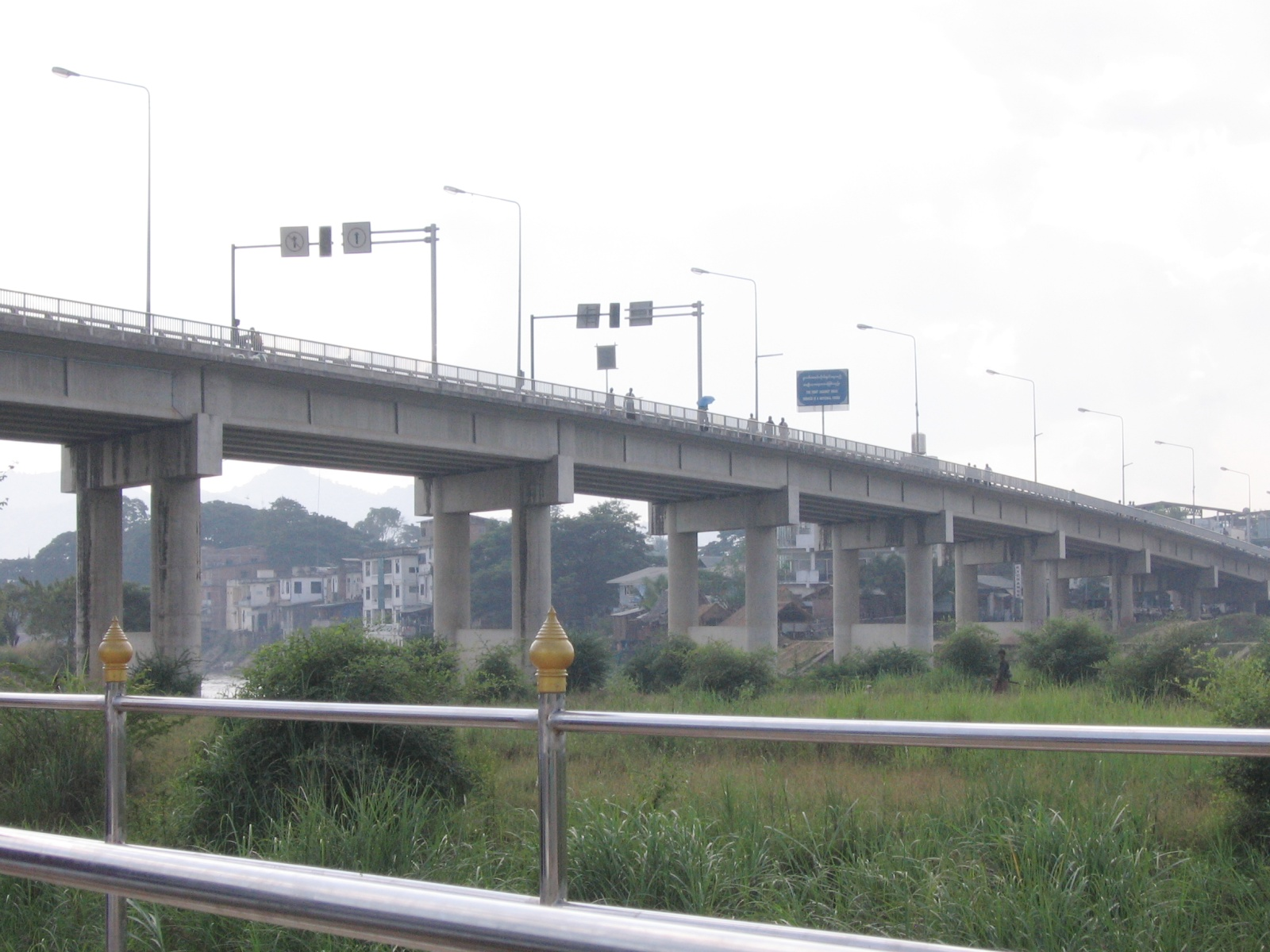
Die zweite Freundschaftsbrücke über den Moei Fluss. Hier sollen die verhafteten Ausländer an die Thai Behörden übergeben werden.

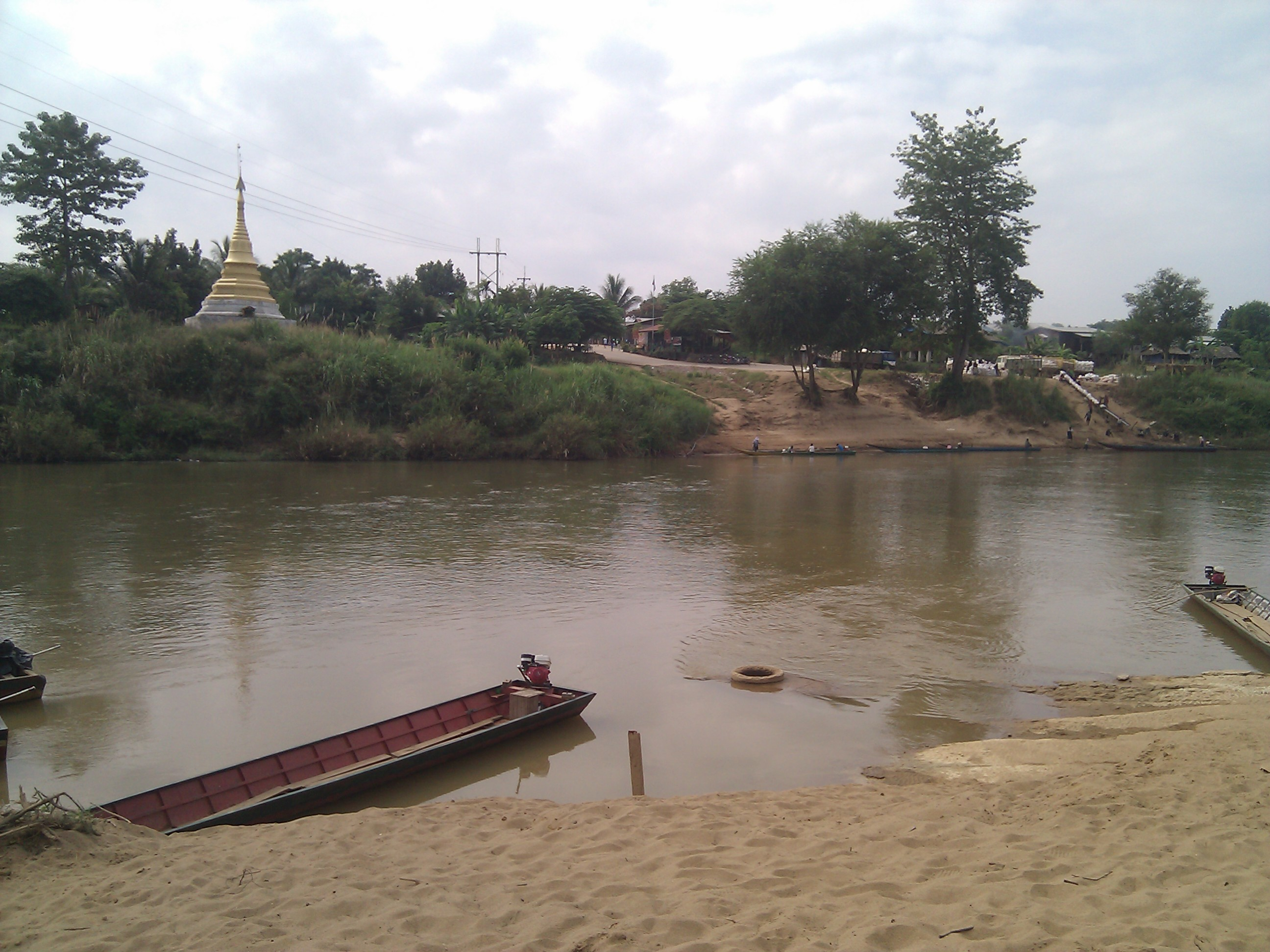
Grenzübergang der BGF am Moei Fluss. Die BGF betreibt eine große Zahl von solchen Übergängen um Shwe Kokko und andere Gebiete unter ihrer Kontrolle zu versorgen. Klar zu sehen ist eine Stromleitung über den Fluss.

Shwe Kokko, auch Shwe Kokko Myaing (birmanisch ရွှေကုက္ကိုမြိုင်, thailändisch ชเวโกะโก) ist eine Ortschaft und Special Economic Zone im Kayin-Staat in Myanmar, dem ehemaligen Burma. Shwe Kokko liegt 20 Kilometer nördlich der thailändischen Stadt Mae Sot und der myanmarischen Stadt Myawaddy am Fluss Mae Nam Moei direkt an der thailändischen Grenze. Shwe Kokko ist Standort der Yatai New City, einem Entwicklungsprojekt der Yatai International Holdings Group aus Hongkong. Die Yatai International Holdings Group plant, Shwe Kokko in ein zweites Macau zu verwandeln. Shwe Kokko ist bekannt für seine illegalen Spielkasinos und weitere illegale Operationen. Der Einfluss der Zentralregierung gilt in dieser entlegenen Gegend als sehr beschränkt. Am 5. April 2023 wurde Shwe Kokko von der Kawthoolei Army (KTLA) und Teilen der  Karen National Liberation Army (KNLA) angegriffen. 5000 Menschen flüchteten über den Moei nach Thailand. Shwe Kokko befand sich 2025 unter der Kontrolle der Karen National Army (KNA).

## Geschichte
In Shwe Kokko befand sich das Hauptquartier der 999. Brigade der Democratic Karen Buddhist Army (DKBA), bevor die Brigade 2010 in eine Border Guard Force (BGF) umgewandelt wurde. Als Gegenleistung für die Konvertierung in eine BGF wurden der DKBA weitreichende wirtschaftliche und politische Privilegien eingeräumt. Die BGF übernahm 13 Bataillone mit 6000 Mann der DKBA unter der Führung von Saw Chit Thu. Saw Chit Thu baute in der Folge ein eigenes Wirtschaftsimperium auf. 2017 schloss er einen Vertrag mit der Yatai International Holdings Group, um Shwe Kokko in ein exklusives Resort für reiche Chinesen zu verwandeln. Die BGF war mit 30 % an der Yatai New City beteiligt und auch die Zentralregierung genehmigte 2018 einen 75-jährigen Leaseing-Vertrag (verlängerbar um 99 Jahre). Ursprünglich sollte für 22,5 Millionen Dollar ein Villenviertel mit 59 Einheiten auf 10 Hektar für betuchte Chinesen entstehen. Doch in den folgenden Jahren wurde das Projekt erheblich erweitert, plötzlich war von 73.000 Hektar (730 Quadratkilometer) die Rede. Das Projekt sollte Wohnviertel, Apartmentblöcke, Casinos, Hotels, Fabriken und einen Flughafen umfassen und für eine Bevölkerung für bis zu 400.000 Menschen geplant werden. Das Projekt sollte einen Investionsumfang von 15 Milliarden Dollar haben. Doch die Zentralregierung weigerte sich, einer Erweiterung des Projektes zuzustimmen, und 2020 wurde ein Baustopp verhängt. Doch der Militärputsch im Januar 2021 änderten die Voraussetzungen. Die illegalen Bauarbeiten wurden wieder aufgenommen. Neben 1.225 legal registrierten Chinesen sollen sich 10.000 illegale chinesische Bauarbeiter auf den Baustellen in Shwe Kokko befinden. Das Projekt scheint sich zu einem Zentrum für illegale Online-Glücksspiele und Online-Kriminalität verwandelt zu haben. Hunderte Arbeiter sollen gegen ihren Willen in den zu Festungen ausgebauten Büros der chinesischen Mafia festgehalten werden. Das 24 Milliarden schwere, illegale chinesische Online-Business wurde von Kambodscha und den Philippinen nach Yatai New City verlegt. Der KNLA war die Entwicklung ein Dorn im Auge, auch weil die lokale Karen-Bevölkerung gewaltsam von der BGF vertrieben wurde und sie eine Kolonialisierung durch China befürchten. 2021 nahm die KNLA ihren Kampf gegen die Zentralregierung und die BGF wieder auf und bedroht die Yatai New City.
Die chinesische Regierung distanzierte sich offiziell 2020 von dem Projekt, während die Yatai International Holdings Group angab, es handele sich um ein offizielles Projekt der Belt and Road Initiative der Regierung Chinas.
Am 5. April 2023 wurde Shwe Kokko von Einheiten der Kawthoolei Army (KTLA) und Einheiten der People’s Defence Forces angegriffen. Tausende von Menschen flohen nach Thailand. Die Luftwaffe der Zentralregierung setzte am 8. April 2023 MI:35-Kampfhubschrauber ein, um angreifende Rebellen zu stoppen, um der Karen-BGF zur Hilfe zu kommen und um eingeschlossene Soldaten zu evakuieren. Der Angriff auf die Stadt wurde vom Lion Bataillion geplant und durchgeführt. Beim Lion Bataillion handelt es sich um eine Einheit der 6. Brigade der KNLA, welche zu der Kawthoolei Armee übergelaufen war. Anfangs erzielte das Lion Bataillion große Erfolge und überrannte sechs Positionen der BGF. 100 BGF-Soldaten sollen dabei gefallen sein Doch die BGF konnte sich erholen und konnte das Lion Bataillion umzingeln. Gerüchteweise wurde die BGF von Einheiten der der 7. Brigade der KNLA unterstützt, welche ihr Hauptquartier in der Nöhe von Shwe Kokko unterhält und auch Geschäftsinteressen in Shwe Kokko besitzt. Das Lion Bataillion musste sich ungeordnet zurückziehen unter dem Verlust von Fahrzeugen, Waffen und Material. Mehrere Dutzend Mitglieder der Einheit sollen gefallen oder gefangen genommen worden sein. Die politische Führung der KNU missbilligte den Angriff. Der Sprecher der KNU Saw Taw Nee bezeichnete den Angriff als Dummheit. Das Gebiet um Shwe Kokko wird von der KNLA und KNU beansprucht. Der Angriff war mit diesen nicht abgesprochen worden. Inoffiziell arbeiteten BGF und KNLA in einigen Gebieten zusammen, zumindest mit KNLA Einheiten welche sich dem Waffenstillstand verpflichtet fühlten. Einige KNU KNLA Führer besitzen Firmen und Geschäftsinteressen in Shwe Kokko. Es wird davon ausgegangen, dass es sich bei dem Angriff des Lion Bataillions um einen Racheakt gehandelt hat. Am 31. März 2023 wurde der stellvertretende Kommandeur der Einheit Ko Thiha im Gefecht mit Einheiten der Militärregierung schwer verletzt. Man brachte ihn zur Behandlung nach Mae Sot in Thailand. Im dortigen Krankenhaus wurde Ko Thiha zusammen mit zwei weiteren Offzieren der Einheit von der thailändischen Polizei verhaftet und an die BGF ausgeliefert. Der Offizier Phyo Lay der Einheit versuchte zu fliehen und wurde von der BGF erschossen. Die beiden Anderen wurden an die Militärregierung in Myawaddy übergeben. Die Verhaftung der Kawthoolei Armeeoffiziere führte zu den Gefechten um Shwe Kokko.
Am 6. Juni gab die Thailändische Elektritätsversorgung (Provincial Electricity Authority PEA) bekannt, dass sie die Versorgung von Shwe Kokko mit Elektrizität einstellen würden. Die BGF war für einen solchen Schritt vorbereitet und stellte die Versorgung mit Notstromaggregaten sicher. Die PEA hätte dies auf Aufforderung der myanmarischen Militärregierung getan, welche Druck von China nachgab. Inzwischen soll es wieder Lieferungen von Strom an die Stadt von thailändischer Seite geben, diesmal aber über versteckte Leitungen unter dem Fluss und im kleineren Umfang. Die Versorgung mit Telekommunikation erfolgt weiterhin von Thailand aus, teils mit nichtgenehmigten Antennenmasten an der Grenze. 
Im Januar 2024 erklärte sich die Karen BGF für unabhängig von der Zentralregierung. Die Karen BGF würde sich von Frontpositionen gegen die KLNA zurückziehen und sich auf die Sicherung von Shwe Kokko konzentrieren. Nach der Eliminierung der chinesischen Triaden in Kokang durch die Operation 1027 verlegten viele Online Scam Netzwerke ihre Aktivitäten von Kokang nach Shwe Kokko.
Anfang Februar 2025 wurde über Shwe Kokko groß in den thailändischen Medien berichtet. Die BGF würde gegen die illegalen Aktivitäten in Shwe Kokko vorgehen. So berichtete The Nation am 19. Februar 2025 von über tausend Verhaftungen von Ausländern in Shwe Kokko durch die BGF. Der Befehl dazu soll vom Gründer der BGF Saw Chit Thu gekommen sein. Saw Chit Thu war einer der Anführer der Rebellion in Manerplaw 1996 und einer der Gründer der DKBA. Bereits am 5. Februar 2025 hatten die Thaibehörden die illegalen Stromversorgungsleitungen unter dem Moei Fluss stillgelegt und den Transport von Treibstoff nach Shwe Kokko unterbunden. Eine Spezialeinheit der BGF durchsuchte die Geschäftsräume der chinesischen Firmen in den Hochhäusern der Stadt. Hunderte von Zwangsarbeiter sollen dabei befreit worden sein. Die thailändische Regierung übte massiven Druck auf die BGF aus. Die BGF gab bekannt, dass sie bis zu 8.000 Ausländer aus Shwe Kokko deportieren möchte. Die thailändische Regierung erhielt von China eine Liste mit 3.700 Namen von gesuchten chinesischen Staatsangehörigen die im Verdacht stehen an Menschenhandlel und Onlinebetrügereien beteiligt zu sein und sich in Shwe Kokko aufhalten sollen. Aber auch der BGF Führer Saw Chit Thu stand auf einer Sanktionsliste der EU wegen Menschenhandel. Am 15. Februar 2015 schrieb die Bangkok Post, dass ein Haftbefehl gegen Saw Chit Thu vorliegen würde. Verhaftete Ausländer sollen über die zweite Freundschaftsbrücke nach Thailand abgeschoben werden. Diese Brücke ist einer von zwei offiziellen Grenzübergängen zwischen Mae Sot und Myawaddy. Am 17. Februar 2025 besuchte der stellvertretende chinesische Sicherheistsminister Liu Zhongy die Stadt, um die Abschiebungen mit der BGF zu koordinieren, und traf sich mit Vertretern der thailändischen Regierung.